# Кафана Дојми (Котор)
Кафана Дојми је градска кафана у Котору (Црна Гора). Једна је од најстаријих кафана у овом приморском граду. Налази се уз саме зидине Старог града, поред Врата од мора која представљају главни улаз у старо градско језгро. Кафана је саграђена 1864. године, а престала је са радом после катастрофалног земљотреса који је погодио Црну Гору 1979. године. Обновљена је 2012. године, али је само име остало исто. На месту старе кафане налази се савремени угоститељски објекат.

## Историја
На месту на коме се данас налази кафана „Дојми” до 1640. године налазила се Которска ковница новца. У њој се ковао новац бакра и сребра, а називао се фолар, полуфолар, перпер и грош.
Кафана је на том месту саграђена 1864. године. Више од једног века била је центар богатог културног живота Котора. Имала је три сале. У једној се читала штампа и водили дневни разговори, друга је била предвиђена за ручавање, а у трећој су приређивани незаборавни маскенбалови. Кафана је проширена у периоду између два светска рата. План за преуређење кафане „Дојми” градског инжењера Вујића усвојен је средином 1938. године. У истом периоду изнад кафане предвиђена је изградња хотела, а у парку у непосредној близини гардероба, тоалет и царинарница, али ови планови нису реализовани.
Кафана је била место окупљања и инспирација ногим уметницима. У башти кафане плесао се бечки и енглески валцер, аргентински танго, полка и други плесови. У њој су се одржавале позоришне представе и друга културна дешавања. Почетком 20. века у кафани је изграђена и мала позорницана којој се позоришни живот града одвијао све до почетка Другог светског рата. У башти кафане „Дојми” одржавале су се и друге манифестације, попут изложби, сајмова и сличних. Ове манифестације окупљале су не само Которане, већ и становнике околних места.
После земљотреса 1979. године престаје и живот ове култне кафане. Скоро пола века касније, 2012. године, на месту старе кафане подигнут је нови ресторан истог имена.

## Кафана данас
Данас се на месту старе кафане налази нови, савремени и модеран туристички објекат истог имена и намене. Нови ресторан „Дојми” отворен је 2012. године. У оквиру пројекта обновљена је и башта ресторана, као и стари парк са фонтаном у непосредној близини.
- Нови ресторан на месту старе кафане уз старе зидине
- Башта ресторана, на месту где је била некада
- Обновљени стари парк у непосредној близини ресторана
- Спомен плоча Јану Карском (1914-2000), борцу против холокауста, у парку поред ресторана